# Haspelsee
Der Haspelsee ist ein aufgestauter Waldsee in den Limpurger Bergen etwa einen Kilometer nordöstlich des Weilers Winzenweiler von Gaildorf im Landkreis Schwäbisch Hall im nordöstlichen Baden-Württemberg.

## Geographie
Der Haspelsee mit seinem gut 0,5 km² großen Einzugsgebiet liegt am Ostrand der sehr flachen Hochebene der Limpurger Berge um den kleinen Rodungsweiler Winzenweiler in der Eutendorfer Teilgemarkung der Stadt Gaildorf auf einer Höhe von rund 498 m ü. NN. Der ringsum weithin von Wald umgebene, 1,2 ha bis 1,3 ha große See liegt in einer nur wenige Meter tiefen und weiten Geländesenke, in der der gefällearme Oberlauf des Amsbachs entsteht, der den See von West nach Ost durchläuft und dessen offenes Bett von etwas oberhalb seines unterirdischen Einflusses an wenigstens 200 Meter weiter aufwärts im Wald zu verfolgen ist. Der Bach fließt gewöhnlich über einen Mönch ab, bei Hochwasser auch über ein Betonrohr von etwa 50 cm Durchmesser, dessen Sohle weniger als einen Meter über dem gewöhnlichen Seewasserstand liegt, läuft dann zunächst in einem kleinen Bett durch ein vorgelagertes, anscheinend nie oder fast nie geflutetes Becken von etwa 0,1 ha Größe, das sich inzwischen wegen seiner Grundfeuchte zu einem kleinen Bruchwald mit Erlen und auch Eschen entwickelt. Danach unterquert der Amsbach in einem Rohr die Kohlenstraße, zieht noch etwa hundert Meter fast eben durch den Wald und betritt dann seine steile Erosionsklinge am Ostabfall der Limpurger Berge, an dessen Fuß er über den Bühlbach zur Fischach entwässert.
In der Seemitte liegt eine kleine baumbestandene Insel. Außer an der Dammseite im Osten ist das Seeufer von einem Grünstreifen gesäumt, der sich auf der Nordseite auf etwa 40 Meter Breite weitet. Hier stehen auf der Wiese zwei rustikale Holzbänke, weitere Sitzgelegenheiten bieten sich unterm Vordach einer Blockhütte am Waldrand.

## Geschichte und Name
Das Waldgewann nördlich des Sees trägt den Namen Haspel. Der limpurgische Historiker Prescher erwähnt gegen Ende des 18. Jahrhunderts in seinem Geschichtsbuch die Existenz eines damals schon lange abgegangenen, zum heutigen Gaildorfer Ortsteil Eutendorf gehörigen Dorfes mit Namen Haspelhausen, ohne es allerdings besonders genau zu verorten:

„Außer den Ortschaften, die noch dahin [d. h. zu Eutendorf] zur Kirche gehen, war ehemals auch Haspelhausen, ein Dorf auf der Höhe, und einige Häuser auf dem sogenannten Roggenland, welche sämtlich vor Jahrhunderten abgegangen sind, und Winzenweiler dahin gepfarrt.“

Mehr an Lokalisierung der ehemaligen Ortschaft bietet unter Bezug auf Prescher die württembergische Oberamtsbeschreibung aus der Mitte des 19. Jahrhunderts:

„Auf der Höhe gegen Osten soll nach Prescher der gleichfalls abgegangene Ort Haspelhausen gestanden haben, an dessen Stelle jetzt der mehrere Morgen große, mit Karpfen besetzte, Haspelhauser See ist.“

Das Blatt 30 des Topographischen Atlasses des Königreichs Württemberg (JPG, 15,7 MByte, bei Wikimedia Commons) von 1841 zeigt an heutiger Stelle und mit heutiger Kontur ein Gewässer, das dort mit Haspelhäuser See beschriftet ist. Eine Karte von 1930 zeigt den Seedamm an heutiger Stelle, das Seebecken dahinter aber bis auf einen Fließgewässerfaden als trocken. Die vom Fischereiverein genannte Anlage des Sees um 1973 war also wohl eher eine Renovierung.

## Bewirtschaftung
Der Haspelsee ist ein frei zugängliches Fischgewässer des Fischereivereins Gaildorf, der ihn mit Karpfen, Rotaugen, Brachsen, Schleien, Aalen, Bitterlingen, Zandern, Rotfedern und Regenbogenforellen besetzt und nur Vereinsmitgliedern zu bestimmten Zeiten das Angeln erlaubt.

## Freizeit und Tourismus
Der See wird vor allem sommers gerne von Spaziergängern aufgesucht und Wanderer, Läufer und Radfahrer rasten hier oft. Der nächste Parkplatz liegt dicht an der Kreuzung der Kohlenstraße mit der L 1066 östlich von Winzenweiler, von dem aus der See über die Waldstraße in ungefähr nordwestlicher Richtung zu Fuß nur etwa 600 Meter entfernt ist. Ebensoweit nordwestlich des Sees erreicht der Blau-Strich-Wanderweg aus Gaildorf an einem Wegedreieck mit Baum die Kohlenstraße, der dann auf dieser zum Einkorn bei Schwäbisch Hall weiterläuft. Vom Wegeeck geht in Gegenrichtung zum See und dann weiter in Richtung Vellberg im Nordosten ein Rot-Kreuz-Wanderweg ab.

### LUBW
Amtliche Online-Gewässerkarte mit passendem Ausschnitt und den hier benutzten Layern: Haspelsee und Umgebung

Allgemeiner Einstieg ohne Voreinstellungen und Layer: Daten- und Kartendienst der Landesanstalt für Umwelt Baden-Württemberg (LUBW) (Hinweise)
1. 1 2  
Höhe nach dem Höhenlinienbild auf dem Hintergrundlayer Topographische Karte.
2. 1 2 3  
Seefläche nach dem Layer Stehende Gewässer.
3. 1 2 3 4  
Länge, Breite, Umfang und Einzugsgebiet abgemessen auf dem Hintergrundlayer Topographische Karte des Online-Kartenservers der LUBW.
4. ↑  
Einzugsgebiet abgemessen auf dem Hintergrundlayer Topographische Karte.

### Andere Belege
1. ↑  
Wolf-Dieter Sick: Geographische Landesaufnahme: Die naturräumlichen Einheiten auf Blatt 162 Rothenburg o. d. Tauber. Bundesanstalt für Landeskunde, Bad Godesberg 1962. → Online-Karte (PDF; 4,7 MB)
2. 1 2 3 4  
Nach der Informationstafel an der Blockhütte.
3. ↑  
Siehe das Meßtischblatt 6924 Gaildorf von 1930 in der Deutschen Fotothek.